# ヒドゥン・フェイス
『ヒドゥン・フェイス』（La cara oculta）は2011年のコロンビア・スペインのサスペンススリラー映画。監督はアンドレス・バイス、出演はキム・グティエレス、マルティナ・ガルシア、クララ・ラゴなど。
サスペンスやホラー、ラブロマンスとさまざまな要素を混ぜ合わせた作品である。

## ストーリー
スペインの若手指揮者アドリアンは、コロンビアの交響楽団からの誘いを受け、恋人ベレンとともにコロンビアに移住、郊外の屋敷で暮らしていたが、ある日、ベレンが動画メッセージを残して失踪してしまう。傷心のアドリアンはバーの女店員ファビアナと恋に落ち、2人はアドリアンの屋敷で暮らすようになる。ところが、ファビアナは異様な物音など様々な異常現象に襲われるようになる。一方、アドリアンからの届け出でベレンの行方を追っていた警察はアドリアンを疑っていた。そんなある日、ファビアナは床の穴に落ちていた鍵を見つける。
実はベレンは、屋敷の持ち主エンマから教えられていた完全防音の隠し部屋にいたのだ。アドリアンの浮気に悩んでいたベレンは彼の気持ちを確かめるために失踪を装って隠し部屋に潜み、そこからアドリアンの様子を観察するつもりだったのだが、慌てていたために鍵を持たないまま隠し部屋に入ってしまい、出られなくなっていたのである。ファビアナが聞いた怪しい物音などの現象は、助けを求めるベレンが発した声や音であり、ベレンはアドリアンとファビアナの関係をつぶさに見ていたのだ。そのことに気付いたファビアナは、自分の見つけた鍵が隠し部屋のものであることにも気付き、ベレンを助け出そうとするものの、思い直してそのまま放置してしまう。
ベレンを放置したことに罪悪感を抱くファビアナに、かねてよりファビアナに想いを寄せていた担当刑事ラミレスがアドリアンの浮気現場を隠し撮りした写真を届ける。そして、ベレンからの反応がなくなったことに不安を感じたファビアナが隠し部屋に入ると、そこには横たわったベレンがいた。ファビアナが近づくと、ベレンはファビアナを殴り倒して鍵を持って部屋を飛び出し、ファビアナを隠し部屋に閉じ込める。ベレンは隠し部屋の鍵と思い出の写真を残して姿を消す。隠し部屋の中に残されたファビアナは扉となっているマジックミラーの内側から助けを求めようとする。

## キャスト
- アドリアン・サラマンカ: キム・グティエレス - スペイン人指揮者。
- ファビアナ・カイセド: マルティナ・ガルシア（スペイン語版） - バーの店員。
- ベレン・エチェベリア: クララ・ラゴ - アドリアンの失踪した恋人。スペイン人。
- エンマ: アレクサンドラ・スチュワルト - アドリアンが借りている屋敷の持ち主。ドイツ人。
- ブイトラゴ: フリオ・パチョン（スペイン語版） - 検事局でベレンの失踪事件を担当。
- ラミレス: フアン・アルフォンソ・バティスタ（スペイン語版） - ブイトラゴの相棒。ファビアナに想いを寄せる。
- ロベルト（ティト）・ペーニャ: ウンベルト・ドラド（スペイン語版） - アドリアンを招いた楽団の理事長。
- ベロニカ: マルセラ・マール（スペイン語版） - アドリアンの浮気相手。楽団のヴァイオリニスト。

## 作品の評価
Rotten Tomatoesによれば、5件の評論のうち高評価は80%にあたる4件で、平均点は10点満点中6.5点となっている。